# Les Deux Gamines (film, 1936)
Pour les articles homonymes, voir Les Deux Gamines.
Pour plus de détails, voir Fiche technique et Distribution.

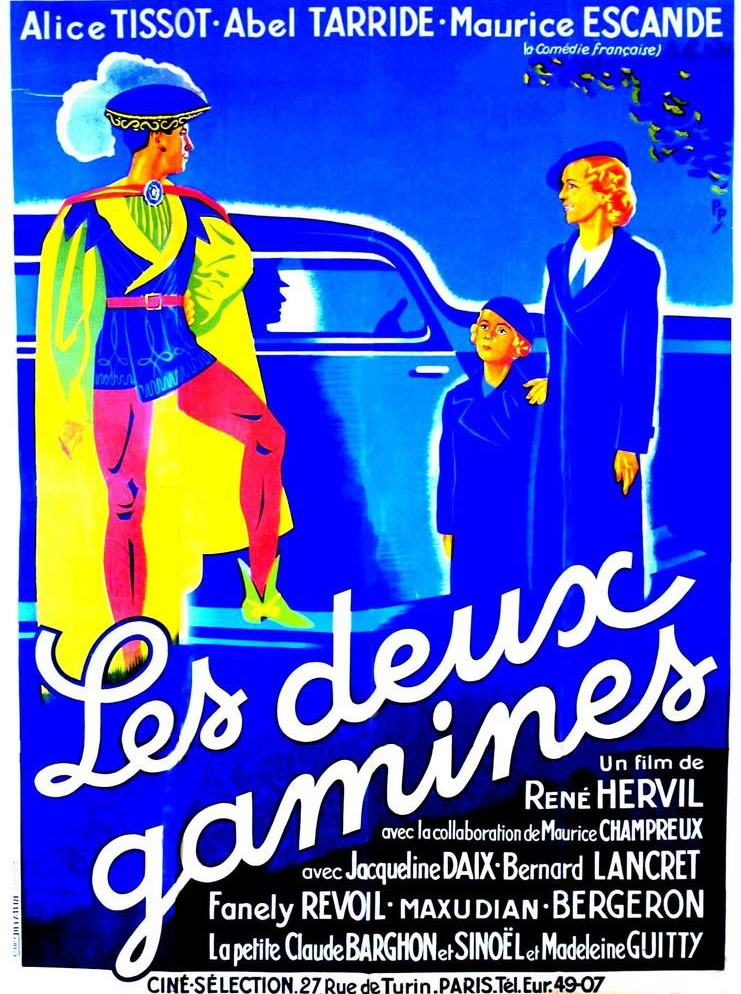
Affiche Les 2 gamines

Les Deux Gamines est un film français coréalisé par René Hervil et Maurice Champreux, sorti en 1936.

## Fiche technique
- Titre : Les Deux Gamines
- Réalisation : René Hervil, Maurice Champreux
- Scénario : Jean-Louis Bouquet, Henri Dupuis-Mazuel, René Hervil
- Décors : Claude Bouxin
- Photographie : Georges Asselin
- Montage : Maurice Champreux
- Son : André Apard
- Musique : Max Blot, Maurice Yvain
- Société de production : Les Films Artistiques Français
- Pays de production :  France
- Langue : Français
- Format : Noir et blanc - Son mono
- Genre : Film dramatique
- Durée : 1h35
- Date de sortie : 10 avril 1936

## Distribution
- Claude Barghon : Gaby
- Jacqueline Daix : Ginette
- Abel Tarride : Monsieur Bertal
- Alice Tissot : Mademoiselle Benazer
- Maurice Escande : Pierre Manin
- Bernard Lancret : Bersange
- Fanely Revoil : Lisette Fleury
- Madeleine Guitty : La mère Michaut
- Max Maxudian : Le père Benazer
- René Bergeron : La Tringle
- Sinoël : Chambertin

## Autour du film
- C'est un remake du film, Les Deux Gamines, sorti en 1921, réalisé par Louis Feuillade et interprété par René Poyen (Bout-de-Zan), Sandra Milovanoff (Ginette), Olinda Mano (Gaby), Alice Tissot (Flora Benazer).
- Maurice Champreux raconte que cette réalisation fut son dernier contact avec le cinéma : « À quarante ans, je me suis mis à étudier la pharmacie, et j'y suis resté » (entretien avec Francis Lacassin, Cinéma 61, no 55, avril 1961)